# 162 Laurentia
Laurentia (asteroide 162) é um asteroide da cintura principal com um diâmetro de 99,1 quilómetros, a 2,5024997 UA. Possui uma excentricidade de 0,1728101 e um período orbital de 1 921,96 dias (5,26 anos).
Laurentia tem uma velocidade orbital média de 17,12412366 km/s e uma inclinação de 6,08451º.
Este asteroide foi descoberto em 21 de Abril de 1876 por Prosper Henry.